# جواو باولو سيلفا مارتينز
جواو باولو سيلفا مارتينز (29 يونيو 1995 بدورادوس في البرازيل - ) هو لاعب كرة قدم برازيلي في مركز حراسة المرمى.

## وصلات خارجية
- جواو باولو سيلفا مارتينز على موقع قاعدة بيانات كرة القدم.إي يو (الإنجليزية)
- جواو باولو سيلفا مارتينز على موقع Soccerway.com (الإنجليزية)